# I Believe
I Believe är en låt av den brittiska gruppen Tears for Fears från albumet Songs from the Big Chair. En nyinspelad version, I Believe (A Soulful Re-Recording), utgavs som den femte singeln från albumet i september 1985 och nådde 23:e plats på brittiska singellistan. Låten är inspirerad av den brittiske sångaren och kompositören Robert Wyatt och b-sidan  är en coverversion av Wyatts låt Sea Song.

## Utgåvor
7": Mercury / IDEA11 (UK)
1. "I Believe (A Soulful Re-Recording)" (4:35)
2. "Sea Song" (3:52)

2x7": Mercury / IDEA1111 (UK)
1. "I Believe (A Soulful Re-Recording)" (4:35)
2. "Sea Song" (3:52)

1. "I Believe (Album Version)" (4:37)
2. "Shout (Dub Version)" (6:45)

10": Mercury / IDEA1110 (UK)
1. "I Believe (A Soulful Re-Recording)" (4:35)
2. "I Believe (Album Version)" (4:37)
3. "Sea Song" (3:52)

12": Mercury / IDEA1112 (UK)
1. "I Believe (A Soulful Re-Recording)" (4:35)
2. "Shout (Dub Version)" (6:45)
3. "Sea Song" (3:52)
4. "Shout (U.S. Remix)" (8:00)